# 聖傅機密
聖傅機密（せいふきみつ、ギリシア語: Ευχέλαιο, ロシア語: Елеосвящение (соборование), 英語: Unction）は、正教会において、病に際して神による癒しの奇蹟と恩寵を求め、聖油を身体の各所に傅ける（つける）機密。この機密が執行される奉神礼は聖傅礼儀（せいふれいぎ）である。
医学に代わって治療することを目的としていない。正教徒は病気の中にハリストス（キリスト）の道を見出し、病気を克服するように祈ることが求められる。聖傅機密において詠まれるハリストスの病気に対する姿勢を聞く事が、どのように病を制し治めるかについて正教徒が心構えをする機会となる。
信仰の強さと神の意志があれば、病が癒される奇蹟が起き得る事を正教会は肯定し、聖傅機密の目的は癒しと赦しであるとする。しかしながら肉体の癒しだけが神の意志であるとは限らない。聖傅機密の真の目的は、肉体のつらさが聖とされ、病者の苦しみが復活に至る強さを病者が与えられることにあるとされる。
なお、西方教会と異なり、正教会は聖傅機密を臨終にある者に限定することは無かった。正教会においては、臨終にある者のためには「臨終規程 - 霊魂出離の祝文」がある。
病からの快復を祈る際には、聖傅機密・聖傅礼儀ではなく、病者平癒の祈祷が行われることも多い。